# 폰트카나베세

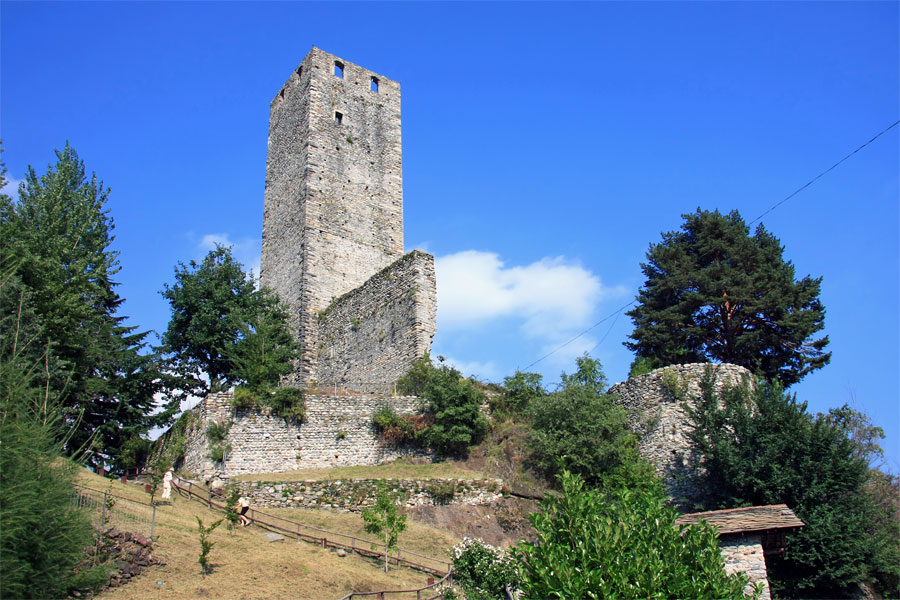
페란다 탑과 중세 성터

폰트카나베세는 토리노 광역시의 코무네이자, 이탈리아의 피에몬테주에 위치하며, 토리노 북쪽으로 약 40 킬로미터 (25 mi) 떨어져 있다. 이곳은 오르코강과 소아나 강 사이에 작은 충적 평야를 차지하고 있다. 지명(폰트는 라틴어 'ad duos pontes'에서 유래했으며, 프랑코-프로방스어로는 "다리"를 의미)은 이 강들을 건너기 위해 역사적으로 건설된 일련의 다리들에서 비롯되었다.
폰트카나베세는 다음 코무네들과 경계를 이룬다: 론코카나베세, 잉그리아 (이탈리아), 프라시네토, 스파로네, 키에사누오바 (토리노), 쿠오르녜, 알페테. 볼거리로는 산타 마리아 인 도블라치오의 고고학 유적지, 산 코스탄초 교회(1328년), 그리고 한때 지역의 가장 강력한 가문들에 속했던 중세 시대의 여러 탑들이 있다.